# Susanne Schönwiese (Schauspielerin)
Susanne Schönwiese (* 1931) ist eine österreichische Schauspielerin und Hörspielsprecherin.

## Leben
Schönwiese ist die Tochter von Ernst Schönwiese. Sie trat in den 1960er- und 1970er-Jahren in den Fernsehserien Inspektor Hornleigh greift ein…, Der Kommissar und Inspektion Lauenstadt auf.
Daneben betätigte sie sich als Hörspielsprecherin (z. B.in Es geschah in …, 1961) und hatte Engagements an deutschen Theaterbühnen.

## Filmografie (Auswahl)
- 1961: Inspektor Hornleigh greift ein… (TV-Serie, eine Folge)
- 1963: Don Juan kommt aus dem Krieg
- 1967: Es bleibt unter uns (TV-Film)
- 1967: Verräter (TV-Miniserie)
- 1972, 1973: Der Kommissar (TV-Serie, zwei Folgen)
- 1975: Eine ganz gewöhnliche Geschichte (TV-Serie, eine Folge)
- 1975: Hoftheater (TV-Serie, sieben Folgen)
- 1976: Inspektion Lauenstadt (TV-Serie, eine Folge)

## Hörspiele (Auswahl)
- 1961: Horst Pillau: Es geschah in ... Österreich: Dr. Mautner operiert. Nach einer wahren Begebenheit (Schwester Clementine) – Regie: Franz Zimmermann (Original-Hörspiel – WDR)
- 1962: Corinne Pulver: Baum bleibt Baum oder: Die Spielregel (Zweite Sekretärin) – Regie: Friedhelm Ortmann (Originalhörspiel – Radio Bremen)
- 1962: Felix Timmermans: Als die Hirten Sechsundsechzig spielten. Die erstaunliche Geschichte der heiligen Nacht von Betlehem – Regie: Fritz Peter Vary (Kinderhörspiel – WDR)
- 1967: Axel Kielland: Einer sagt nein – Regie: Ferry Bauer (Hörspielbearbeitung – ORF Oberösterreich)
- 1968: Wolfgang Altendorf: Morgenrot der Partisanen – Regie: Ferry Bauer (Hörspiel – ORF Oberösterreich)
- 1968: Oscar Wilde: Eine Frau ohne Bedeutung (Lady Stutfield) – Bearbeitung und Regie: Klaus Gmeiner (Hörspielbearbeitung – ORF Salzburg)

Quellen: ARD-Hörspieldatenbank und Ö1-Hörspieldatenbank